# Wjatscheslaw Soroka
Wjatscheslaw A. Soroka  (* 1944; † 6. August 2011 in Aluschta, Krim) war ein sowjetisch-ukrainischer theoretischer Physiker und mit Dmitri Wassiljewitsch Wolkow Entdecker der Supergravitation.
Soroka studierte an der Staatlichen Universität in Charkiw als Schüler von Wolkow, wurde 1978 promoviert (Dissertation: Einige Probleme von Eichfeldtheorien in supersymmetrischen Theorien) und 1993 habilitiert (Doktorgrad im russischen System, Habilitation: Eichfeld-Supersymmetrie und supersymmetrische Theorien mit ungerader Poissonklammer). Er war am Achieser-Institut für Theoretische Physik in Charkiw. Er starb 2011 bei einem Unfall.
Wolkow und Soroka veröffentlichten ihre Pionierarbeit über Supergravitation 1973 (mit erstmaliger Einführung des Gravitinos).

## Schriften (Auswahl)
Außer die in den Fußnoten zitierten Arbeiten.
- mit V.P. Akulov, D.V. Volkov: On general covariant theories of gauge fields on superspace, Theor. Math. Phys., Band 31, 1977, S. 285–292
- mit D. V. Volkov: On quantization of dynamical systems with an odd Poisson bracket, Sov. J. Nucl. Phys., Band 44, 1986, S.  69–75
- mit D. V. Volkov, V. I. Tkach: An odd Poisson bracket and spinor structure of space-time, Ukrain Fiz. Zh., Band 32, 1987, S. 1622–1625 (russisch)
- mit D. V. Volkov, A.I. Pashnev, V. I. Tkach: On the Hamilton dynamical systems with the even and odd Poisson brackets, Theor. Math. Phys., Band 79, 1989, S. 424–430
- On Hamilton systems with even and odd Poisson brackets, Lett. Math. Phys., Band 17, 1989, S. 201–208.
- The starting point of supergravity, Supergravity at 25 Conference, C. N. Yang Institute, SUNY, 2001,  Arxiv
- mit D.P. Sorokin, V.I. Tkach, D.V. Volkov: A generalized twistor dynamics of relativistic particles and strings, Int. J. Mod. Phys. A, Band 7, 1992, S. 5977–5993.
- The sources of supergravity, in: G. Kane, M. Shifman (Hrsg.), The supersymmetric world. The beginnings of the theory, World Scientific 2000, S. 88–92, Arxiv
- Odd Poisson bracket in Hamilton's dynamic, Workshop ICTP Triest 1995, Arxiv
- Supersymmetry and the odd Poisson bracket, Proceedings of the International Symposium "30 Years of Supersymmetry" (October 13–15, Theoretical Physics Institute at the University of Minnesota, Minneapolis, Minnesota, USA, 2000), Nucl. Phys. (Proc. Suppl.), B, Band 101, 2001, S. 26–42. Arxiv
- mit D. V. Soroka, Julius Wess: Supersymmetric model with Grassmann-odd Lagrangian, Phys. Lett. B, Band 512, 2001, S. 197–202, Arxiv
- mit Dmitrij V. Soroka: Exterior differentials in superspace and Poisson brackets, JHEP, 0303, 2003, S. 001, Arxiv
- mit D.V. Soroka: Tensor extension of the Poincaré algebra, Phys. Lett. B, Band 607, 2005, S. 302–305, Arxiv